# São Vicente (Kap Verde)

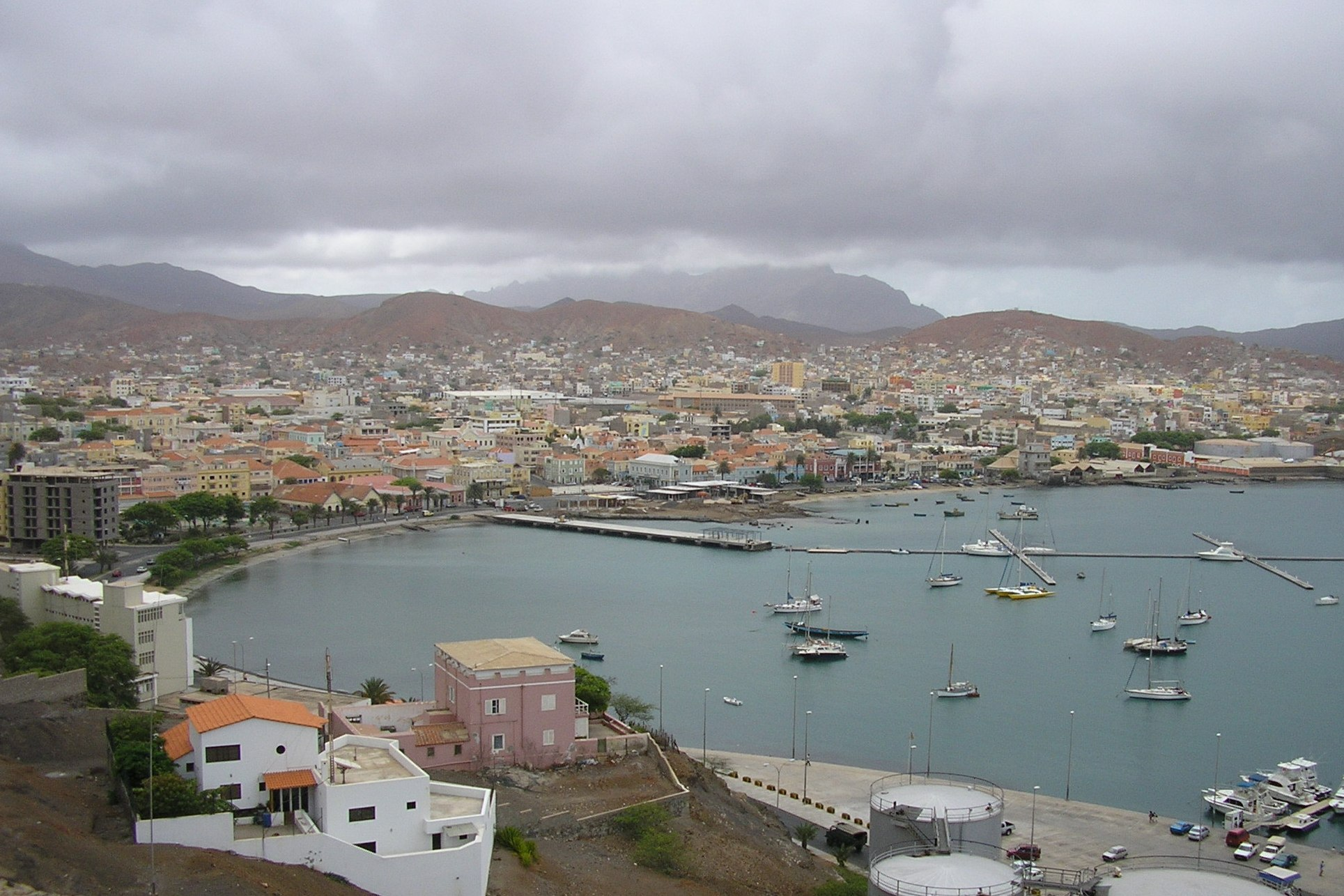
Mindelo

São Vicente (eigentlich portugiesisch Ilha de São Vicente ‚Insel des Sankt Vinzenz‘) ist eine der kleineren Kapverdischen Inseln im Atlantik. Die 227 km² große Insel gehört zur nördlichen Inselgruppe Ilhas de Barlavento (port.: „Inseln über dem Wind“) und liegt zwischen den Inseln Santo Antão und Santa Luzia, rund 640 Kilometer westlich der afrikanischen Küste. Die Hafenstadt Mindelo gibt der fast ausschließlich städtischen Insel das Gepräge. Außerhalb finden sich zwei kleinere Fischerdörfer und einige Wochenend-Siedlungen.

## Geographie
Die mittelgebirgige, trockene Insel ist jüngeren vulkanischen Ursprungs. Über weiten, mit Geröll, Kies und Sand gefüllten Tälern erheben sich drei mittelgebirgige, teils felsig-schroffe Felsmassive. Höchste Erhebung mit 750 m ist der Tafelberg des Monte Verde (port.: „grüner Berg“). Ein riesiger unterseeischer Vulkankrater im Nordwesten der Insel bildet einen der schönsten und sichersten Naturhäfen im Zentralatlantik, den Porto Grande.

## Geologie
Die geologische Entwicklung São Vicentes lässt sich wie folgt gliedern (von jung nach alt):
- Abrasion und quartäre Ablagerungen
- Rezente Vulkanite
- Monte-Verde-Formation
- Ultraalkalische Schlote und Intrusionen
- Praia-Grande-Flankenkollaps
- Madeiral-Monte-Cara-Formation
- Mindelo-Formation
- Basaler Komplex

Sie beginnt im Tortonium vor rund 9 Millionen Jahren mit dem submarinen Seamount-Stadium des Basalen Komplexes, der 118 bis 120 Millionen Jahre alter ozeanischer Kruste aus dem Aptium aufsitzt. Der Seamount setzt sich aus basaltischen Alkaligesteinen zusammen, vorwiegend Picrobasalte, Basalte und Basanite. Der Basale Komplex wird von Ost-West-streichenden (N 080 und N 110) Gängen durchzogen. Ab dem Messinium vor 6,5 Millionen Jahren wuchs mit der Mindelo-Formation (Pikrobasalte und Basanite) über dem Seamount ein Schildvulkan. Auch die Mindelo-Formation wird von zahllosen Gängen intrudiert, die in einem dreiarmigen (N 030, N 120 und S 240), im Eruptionszentrum sich treffenden Riftsystem organisiert sind. Die Pahoehoe-Flüsse werden intensiv von Lagergängen durchsetzt. Mit der folgenden Madeiral-Monte-Cara-Formation veränderte der São Vicente-Vulkan seinen Aufbau zu einem gewöhnlichen, zusammengesetzten Schichtvulkan, wobei er einen Durchmesser von 10 bis 12 Kilometer und eine Mindesthöhe von 2500 Meter erreichte. Diese Entwicklung war vor 4,5 Millionen Jahren abgeschlossen.
Während des Zancleums vor 4,5 Millionen Jahren brach die Nordostflanke des Vulkangebäudes in einem katastrophalen Ereignis nach Nordost ein. Der Praia-Grande-Flankenkollaps hinterließ eine 10 × 12 Kilometer große Depression, die im Zeitraum 4,5 bis 3,1 Millionen Jahre vor heute allmählich von nephelinitischen Lavaflüssen und assoziierten Karbonatiten, Foiditen und Phonolithen der Monte-Verde-Formation verfüllt wurde. Sein Verlauf wird im Tal der Ribeira do Calhau von lawinenartigen Schuttbrekzien markiert. Es wird darüber hinaus vermutet, dass ähnliche Flankenkollapse sich auch noch auf der SW- und NW-Seite São Vicentes ereignet haben (São-Pedro- bzw. Mindelo-Flankenkollaps). Im Oberen Pliozän (Zeitraum 3 bis 2 Millionen Jahre vor heute – Piacenzium und Gelasium) nahmen die Vulkantätigkeiten ihr Ende. Der Vulkan unterlag jetzt starker Erosion und verlor bis zu 90 % seines Volumens. Vor zirka 300.000 Jahren erwachte der Vulkan erneut zu rezentem Vulkanismus, der jedoch mit vereinzelten strombolianischen Eruptionen im Nordosten und Osten der Insel relativ unbedeutend blieb. Es entstanden beispielsweise die basanitischen Schlacken- und Aschenkegel von Vulcão Viana und Curral de João Paula. Gegen Ende des Quartärs sind noch einige Abrasionsplattformen und herausgehobene Strände zu verzeichnen, die Höhen von bis zu 18 Meter über dem Meeresspiegel erreichen können. Auch äolische Ablagerungen und alluviale Fächer sind gelegentlich anzutreffen.

## Geschichte
São Vicente wurde am 22. Januar 1462 entdeckt, dem Tag des heiligen Vinzenz von Valencia. Wegen ihres Mangels an Wasser wurde die Insel nur zum Weiden von Vieh durch einige Eigentümer der benachbarten Insel Santo Antão benutzt.

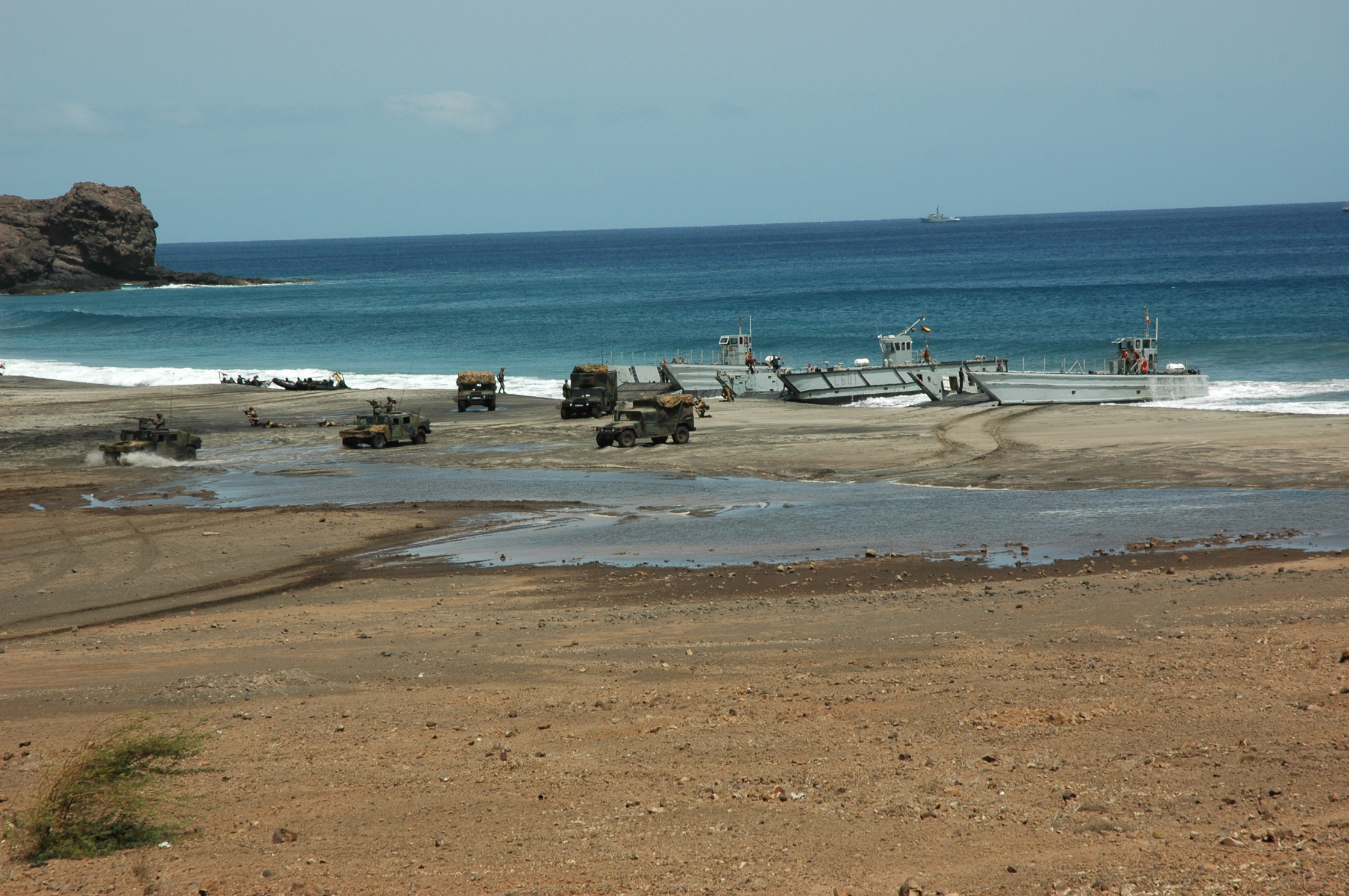
Das NATO-Militärmanöver „Steadfast Jaguar“ im Juni 2006

Bis ins 19. Jh. diente der Naturhafen auf der nahezu unbewohnten Insel als Schlupfwinkel für Hochseepiraten. Mit der aufstrebenden Dampfschifffahrt in den 1850er Jahren wurde er binnen eines Jahrzehnts zu einem der größten Kohle-Umschlagplätze. Die Hafenstadt Mindelo, entstanden in der Zeit des Kohlehandels und neu erblüht als größte Umschaltstation britischer Telegraphengesellschaften in den 1880ern, trägt in ihrem historischen Stadtkern bis heute die Einflüsse der portugiesischen und englischen Kultur.
Die Regional- und Hafenstadt entwickelte sich zum nationalen Zentrum der Wirtschaft und Kultur des kleinen Landes mit interessantem intellektuell-künstlerischem Leben.
Prominenteste Künstlerin São Vicentes ist die 2011 verstorbene Sängerin Cesária Évora.
Im Mai und Juni 2006 war die Insel Schauplatz des ersten NATO-Manövers auf afrikanischem Boden. An der Operation „Standhafter Jaguar“ nahmen 7800 Soldaten teil.

## Verwaltung
Die Insel gehört zur Nordgruppe der Kapverdischen Inseln, den Ilhas de Barlavento. Als unbestritten wichtigster Ort der Insel gilt Mindelo, die zweitgrößte Stadt Kap Verdes.
Administrativ ist São Vicente in einen gleichnamigen Kreis (Concelho) mit nur einer Gemeinde (Freguesia) namens Nossa Senhora da Luz gegliedert. Die unbewohnte Insel Santa Luzia gehört ebenfalls zum Kreis.

## Wirtschaft und Tourismus
Die städtisch geprägte Insel lebt heute vom Hafen, von Leichtindustrie und ihren Handels- und Verwaltungsfunktionen für die Inselgruppe des Barlavento. Jährlich findet in Baia das Gatas ein Musikfestival statt.
Das Instituto Nacional de Desenvolvimento das Pescas (INDP) in Mindelo arbeitet teils in enger Kooperation mit dem GEOMAR. Weiterhin befindet sich auf São Vicente das Cape Verde Ocean Observatory (CVOO), eine Atmosphärenforschungsstation mit Messgeräten verschiedener Universitäten und Institute.

## Kultur
Autoren
- Germano Almeida
- Corsino Fortes
- Manuel Lopes
- Onésimo Silveira
- Ovídio de Sousa Martins

Künstler
- Cesária Évora
- Manuel de Novas
- Tchalê Figueira
- Luís Ramos Morais
- Vasco Martins

Poeten
- Corsino Fortes
- Sergio Frusoni

Sprache
Kreol, Portugiesisch
- Kapverdisches Kreol

## Weitere Söhne und Töchter
- Luís de Montalvor (1891–1947), portugiesischer Schriftsteller, Mitbegründer der prägenden Zeitschrift Orpheu
- Dulce Almada Duarte (1933–2019),  kapverdische Linguistin und ehemalige Widerstandskämpferin der PAIGC
- Georgina Mello, kapverdische Wirtschaftswissenschaftlerin und Generaldirektorin der Gemeinschaft der portugiesischsprachigen Länder (CPLP)
- Marlene Monteiro Freitas (* 1979), Tänzerin und Choreographin
- Emerson dos Santos da Luz (* 1982), Fußballspieler
- Edson Rolando Silva Sousa (* 1983), portugiesischer Fußballspieler
- Rolando Jorge Pires da Fonseca (* 1985), Fußballspieler, portugiesischer Nationalspieler
- Maria Andrade (* 1993), olympische Taekwondoin